# Спенс, Том
Томас Мэйр (Том) Спенс (англ. Thomas Mair (Tom) Spence; 29 августа 1893, Киркконнел — 2 мая 1978, Санта-Моника, Калифорния) — британский судья по хоккею на траве. Участник летних Олимпийских игр 1932 года как судья.

## Биография
Том Спенс родился 29 августа 1893 года в британском городе Киркконнел в Шотландии.
В юности занимался бегом на длинные дистанции и боксом.
Во время Первой мировой войны находился на Гибралтаре, где перенёс малярию.
В начале 1920-х годов недолго работал в Британской Индии, где, будучи металлургом, анализировал металл на серебряных рудниках. После этого вернулся в Шотландию, а в 1929 году эмигрировал в США. Работал в Лос-Анджелесе, затем занимался разработкой ракетного топлива.
Пережил попытку похищения, когда злоумышленники отвезли его в шахту в Долине Смерти, однако сумел сбежать.
В 1937 году получил американское гражданство.
Как в Великобритании, так и в Лос-Анджелесе занимался развитием хоккея на траве.
В 1932 году работал судьёй на хоккейном турнире летних Олимпийских игр в Лос-Анджелесе. Работал на матче Индия — США (24:1).
Умер 2 мая 1978 года в американском городе Санта-Моника.